# Brockum
Brockum község Németországban, Alsó-Szászországban, a Diepholzi járásban. Lakosainak száma 1085 fő (2023. december 31.).

## Földrajza
Brockum Marl és Wetschen községekkel határos.